# Cometes hirticornis
Cometes hirticornis is een keversoort uit de familie Disteniidae. De wetenschappelijke naam van de soort is voor het eerst geldig gepubliceerd in 1825 door Audinet-Serville.